# Wii伝言板
Wii伝言板（ウィーでんごんばん）とは、任天堂より発売されている家庭用ゲーム機Wiiの機能の一つ。ゲーム内の成績や、ユーザー作成のテキストメッセージ等を記録する事が出来る。

## 家庭内の伝言板
家庭内の伝言板として、自由にテキストメッセージを作成することができる。テキストメッセージは、任意の日付の伝言板に張り付けることができるため、予定を書き留めたり、日記のような利用もできる。また、カレンダーを利用して、簡単に検索及び閲覧できる。

## 今日の出来事（プレイ時間の記録）
Wiiのソフトやチャンネルをプレイすると、各々のプレイ時間が10件まで自動的にWii伝言板に「今日の記録」として記録される（ニンテンドー ゲームキューブのプレイ時間は記録されない）。11件目以降は、「その他」としてまとめて記録される。なお、「今日の出来事」は本体を初期化しない限り削除することが出来ない。
データを保持したまま「今日の出来事」を削除するには、セーブデータ（パッケージ版・ダウンロード版）とダウンロードしたゲームのデータをSDカードに移動（コピー）して本体を初期化後、本体の初期設定（ネット関係を含む）をしてWiiショッピングチャンネルを選択し、アクセス後にすぐにメニュー画面に戻れば、SDカードに保存しているダウンロード版ソフトのセーブデータとゲームのデータを本体に移動（コピー）できるようになる。
パッケージ版ソフトのセーブデータはディスクを本体に入れた後に本体に移動（コピー）できるようになる。
Wiiのバージョン3.0Jになると、伝言板の機能が改善されるようになり、「今日の出来事」に、メールを送信した宛先が表示され、その封筒の色が白になり、カレンダーの封筒マークの表示対象から「今日の出来事」が除外された。

## ゲームやWiiチャンネルとの連動
Wiiのゲームソフトの中には、Wii伝言板に対応したものがあり、ゲーム内のスコアなどを自動的にWii伝言板に記録されたりする。また「写真チャンネル」で本体に記録された写真もWii伝言板に張り付けられる。
また、バージョン3.1Jへアップデートにより、Wii伝言板のメッセージ内にURLが記載されている場合、アドレスを決定すると、インターネットチャンネルが起動し、決定先のアドレスサイトへ接続することが可能になった（ただし、最新のインターネットチャンネルが本体メモリに入っている必要がある）。

## WiiConnect24との連動
Wii伝言板はWiiConnect24に対応しており、以下のことが可能である。なお、Wii本体設定でスロットイルミネーションを「オフ」以外に設定をしておくと、メッセージが届いたときにディスクスロット部が青く点滅する。

### 他のWiiと通信
通信するお互いのWii伝言板のアドレス帳に、Wii本体別に割り当てられた16桁の「Wii番号」を登録すると、Wii本体同士のメッセージのやり取りが可能になる。メッセージはテキストのみではなく、Wii伝言板に貼り付けられている写真や、「似顔絵チャンネル」で作成したMiiを添付することも可能である。

### パソコンや携帯電話と通信
Wii伝言板に通信先の端末の電子メールアドレスを登録して、登録後アドレス先の端末へ送られてくる「Wiiフレンド とうろくメール」をWiiに返信することでパソコンや携帯電話とメッセージのやり取りが可能になる。また、他の端末からWiiに画像（JPEG形式）を添付してメッセージを送信することもできる。ただし、Wiiから他の端末に画像を送信することはできない。
Wiiのメールアドレスは、「w○○○@wii.com（○にはWii番号が入る）」となる。

### メーカーからの配信
WiiConnect24を利用してソフトメーカーからメッセージが配信されたりする。任天堂では、新しいWiiチャンネルや更新プログラムの配信など、お知らせメッセージが配信される。

## Wii本体のアップデート
Wiiをインターネットに接続してアップデートすると、Wii伝言板に次の機能が追加される。なお、2006年12月2日配信開始分の内容は、現在販売されているWii本体には既に搭載されており、初期に販売されたWii本体のみアップデートが必要である。また、一部のゲームソフトには2006年12月2日配信開始分の内容が収録されている場合がある。詳しくは、Wii本体アップデートを参照。
2006年12月2日配信開始分
- WiiConnect24を利用したメッセージの送受信が可能になる。
- アドレス帳への登録機能が追加される。

2007年8月7日配信開始分
- アドレス帳でWiiフレンドの入れ替えができるようになる。
- アドレス帳の空欄でAボタンからフレンド登録画面に入れるようになる。
- アドレス帳を選択したときに、自分のWii番号がより簡単に見られるようになる。
- メッセージを受信した日のカレンダーにのみメッセージアイコンが表示されるようになる。
- 今日の出来事に、メッセージの送信履歴が表示されるようになる。
- 今日の出来事の封筒の色が薄茶色から白色に変わる。
- メッセージ画面で、Bボタンでスクロールできるようになる。
- 市販のUSB対応のキーボードを接続することにより、キーボードから直接入力が可能になる。ただし、すべてのキーボードに対応されているわけではない。

2007年10月10日配信開始分
- 受信したメッセージにURLが記載されていた場合、URLを決定することによってインターネットチャンネルが起動し、URL先のサイトが表示されるようになった。